# Pragati Singh
Pragati Singh (India) es una poeta, creativa, activista y líder de la comunidad asexual india, que ha trabajado en el campo de la salud reproductiva. En 2019 fue incluida en la lista de la BBC de las 100 mujeres del año.

## Vida
En 2014, Singh se encontró con el término 'asexual' e inmediatamente se identificó con él, y más específicamente como asexual gris.

### Trayectoria
Singh es médica de profesión y ha trabajado como profesional en la salud pública en los campos de la salud materna, infantil y reproductiva en la India.
En 2014, Singh descubrió que no existían comunidades en línea para los indios que se identifican como asexuales. Como resultado, fundó el grupo autofinanciado Indian Aces en Facebook, consiguiendo una comunidad de más de 3000 miembros a medida que pasaba el tiempo.
En 2017, Singh lanzó el servicio de búsqueda de amigos 'Platonicity', un formulario de Google que se ejecutó inicialmente en Facebook al igual que Indian Aces, con el objetivo de convertirse algún día en una aplicación móvil. El propósito era tener una plataforma que emparejase a personas que buscan una relación no sexual. Se inspiró en los frecuentes mensajes en línea de aquellos que necesitaban ayuda para encontrar relaciones y otros cuya familia los obligaba a casarse. Se tuvo en cuenta una amplia gama de factores, desde un gradiente individual de sexualidad hasta sus posturas políticas. Debido al rápido aumento del interés por el formulario, con más de 300 entradas de varios países en dos días, se cerró para crear un método que pudiera acomodar a más personas. Desde entonces, ha organizado "encuentros offline" bajo el mismo nombre de Platonicity en Delhi, Bangalore y Bombay, ayudando en citas rápidas y construyendo comunidades. Estas comunidades ayudan a quienes se identifican como asexuales a saber que no están solos. En cuanto a los pagos, el criterio sigue un modelo donde las personas pagan solo por sus capacidades de pago
En el mismo año, el estudio de investigación de Singh sobre asexualidad fue seleccionado y presentado en el Congreso de la Asociación Mundial de Salud Sexual celebrado en Praga. Los hallazgos de este estudio fueron publicados en el Journal of Sexual Medicine .
Desde 2019, Singh continúa organizando talleres sobre sexualidad, eventos de citas rápidas, así como sesiones de asesoramiento grupal, creando conciencia y ayudando a las comunidades asexuales. Después de una extensa investigación, ha desarrollado el "Modelo integral de sexualidad". Este modelo segrega la sexualidad en ocho componentes centrales que forman la identidad sexual. Otro de sus objetivos futuros es llevar estos talleres a las facultades de medicina, para acercar sus temas a los ojos de más médicos.